# C/2011 K1 (Schwartz-Holvorcem)
C/2011 K1 (Schwartz-Holvorcem) — одна з гіперболічних комет. Комета була відкрита 26 травня 2011 року, коли мала 19.5m.